# Charles-Émile-Callande de Champmartin
Charles-Émile-Callande de Champmartin (Bourges, 1797 - La Neuville-en-Hez -Oise cerca de París- el 15 de julio de 1883) pintor francés conocido por sus numerosos retratos y cuadros de temática religiosa.

Fue un destacado alumno del célebre Delacroix.

## Obras principales

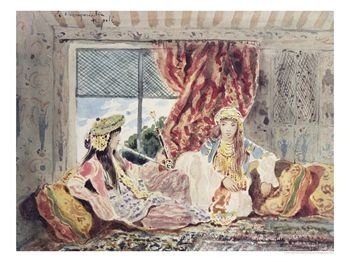
Harén  en Trípoli,
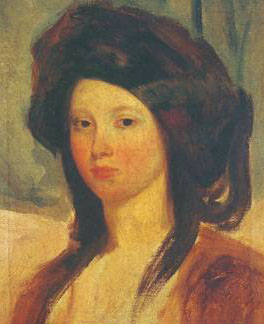
Juliette Drouet la joven amante de Victor Hugo (clicar sobre las imágenes para ampliarlas).

- Wikimedia Commons alberga una categoría multimedia sobre Charles-Émile-Callande de Champmartin.

- Datos: Q725327
- Multimedia: Charles-Émile-Callande de Champmartin / Q725327